# Richellite
La richellite è un minerale.